# Arite
Ne doit pas être confondu avec Arité.
L'arite ou aarite est un minerai rare de nickel. C'est un élément natif composé d'antimoniure-arséniure de nickel constituant un pôle intermédiaire entre la breithauptite (NiSb) et la nickéline (NiAs).

## Description
Il tire son nom de la montagne d'Ar, près du pic de Ger dans le département des Pyrénées-Atlantiques,. Composé de nickel (typiquement 30 à 40 % massique), d'antimoine (30 à 50 %), d'arsenic (10 à 30 %) et d'impuretés de fer, de soufre ou de zinc (moins de 2 %), il a pour formule générale Ni2(As,Sb) et s'intercale donc entre la breithauptite (NiSb) et la nickéline (NiAs). C'est un minerai rare de nickel : trois occurrences dans le monde, en France (mine d'Ar, près des Eaux-Bonnes) au Japon (mine de Natsume, près d'Oya-cho) et en Allemagne (mine de Wenzel, près d'Oberwolfach).